# Đại Hưng An Lĩnh
Đại Hưng An Lĩnh (大兴安岭地区) là một địa khu của tỉnh Hắc Long Giang, Cộng hòa Nhân dân Trung Hoa. Địa khu này nằm ở cực bắc của Hắc Long Giang, có diện tích 46.755 km², dân số 520.000 người.

## Các đơn vị hành chính
|   |                 |            |              |               |                 |               |
| # | Tên             | chữ Hán    | Bính âm      | Dân số (2003) | Diện tích (km²) | Mật độ (/km²) |
| 1 | Mạc Hà          | 漠河市     | Mòhé Shi     | 80.000        | 18.367          | 34            |
| 2 | Tháp Hà         | 塔河县     | Tǎhé Xiàn    | 80.000        | 14.103          | 11            |
| 3 | Hô Mã           | 呼玛县     | Hūmǎ Xiàn    | 52.000        | 14.300          | 4             |
| 4 | Hô Trung        | 呼中区     | Hūzhōng Qū   | 52.000        | 9.400           | 6             |
| 5 | Tân Lâm         | 新林区     | Xīnlín Qū    | 49.000        | 8.700           | 6             |
| 6 | Tùng Lĩnh       | 松岭区     | Sōnglǐng Qū  | 35.000        | 16.800          | 2             |
| 7 | Gia Cách Đạt Kỳ | 加格达奇区 | Jiāgédáqí Qū | 155.000       | 1.400           | 111           |

Địa khu này về danh nghĩa chỉ có 3 đơn vị hành chính cấp huyện:
- Hô Mã (呼玛县)
- Tháp Hà (塔河县)
- Mạc Hà (漠河市)